# Восход (кинотеатр, Хабаровск)
«Восход» — бывший кинотеатр в Хабаровске. Располагался в Индустриальном районе, на улице Краснореченской. Имел всего один, но очень большой кинозал на 300 мест. Первый широкоформатный кинотеатр города. Построен по «ленинградскому» типовому проекту.

## История
Строительство кинотеатра началось в 1967 году. В то время, квартал между Краснореченским шоссе и улицей Герцена застраивали жилыми домами для работников Хабаровского судостроительного завода. В новом посёлке (как и в принципе во всём Южном микрорайоне) ощущалась острая нехватка культурно-развлекательных учреждений (всего один небольшой дом культуры на весь микрорайон), тогда и было принято решение построить кинотеатр.
Точная дата открытия «Восхода» неизвестна, известен только месяц и год — август 1968 года. Кинотеатр сразу же стал излюбленным местом у жителей, а благодаря широкому экрану и тому, что в «Восходе» была установлена самая современная по тем меркам аппаратура, в него ездили горожане даже из центра города.
К 2001 году кинотеатр был отремонтирован.

## Закрытие и дальнейшие действия
В начале 2012 года в хабаровских СМИ серьёзно обсуждался вопрос закрытия кинотеатра из-за того, буквально в 500 м от него возводился торгово-развлекательный центр «Южный Парк». В июне прошло открытие находящегося в нём современного киноцентра «Атмосфера», с которым «Восход» никак не мог конкурировать. 14 июня 2012 года прошёл последний киносеанс, а 16 июля 2012 года «Восход» закрылся, в июле 2012 года здание было выставлено на продажу за 90,5 млн рублей.
С 2012 по конец 2020 года в здании располагалось кафе китайской кухни «Восход» — с тем же названием, что и у кинотеатра. Помимо этого, рядом были открыты другие точки общепита. 25 января 2021 разгорелся скандал вокруг бывшего кинотеатра из-за того, что помещения в нём на протяжении нескольких лет сдавались в аренду двум организациям. Директор одной из них, осуществляющей реабилитацию инвалидов, заявил, что его «выгоняют на улицу». Поводом для этого стала незаконная перепланировка, которую он сделал ещё в 2020 году. На здании некоторое время располагался гигантский баннер, с просьбой содействия у тогдашнего врио губернатора Хабаровского края Михаила Дегтярёва и президента Российской Федерации Владимира Путина. В конечном итоге здание стало пустовать и выглядело заброшенным.
30 ноября 2022 года было объявлено, что кинотеатр будет снесён, что очень расстроило местных жителей, ожидавших, что в помещении откроют новое заведение. 5 декабря 2022 года состояние здания было признано аварийным. Также было сказано, что новый киноцентр в ближайшем будущем здесь открывать не собираются. 
31 марта 2023 года мэр города, Сергей Кравчук, попросил владельца здания, АО «ЦИТ», выставить вокруг него охрану. Сделал он это после объезда Индустриального микрорайона, после чего отметил, что здесь нужно навести порядок. Помимо охраны здания, планировалось снести незаконные постройки (автосервис, кафе и гаражи), которые заняли территорию бывшего кинотеатра. На тот момент рассматривался вариант не сносить здание, а провести его реновацию.
2 августа 2023 года до жителей Индустриального района начали доносить информацию о том, что из бывшего кинотеатра хотят сделать молодёжный центр (срок реализации, как заявлялось — до 2030 года), но данная информация оказалась ложной. 15 августа 2023 года сайт DVHAB рассказал, что его корреспондентам удалось обнаружить в интернете информацию о том, что на месте кинотеатра планируется построить жилой комплекс (АО «ЦИТ» ещё в начале марта разместил тендер на разработку проектно-сметной документации на строительство). Комплекс, судя по описанию, представляет из себя «две 19-этажные высотки, соединенные двухэтажной пристройкой, с подземным гаражом на 178 машин и дворовым пространством над ним». Название комплекса — «Восход», которое было у кинотеатра, а в дальнейшем и у кафе китайской кухни. На это было выделено 18,1 миллионов рублей, а в июле была пройдена экспертиза и получено положительное заключение. 
19 августа 2023 года местные жители обратили внимание, что возле здания идут неизвестные работы. Ранее, 18 августа 2023 года, на дороге возле здания образовался огромный провал, что, по мнению местных жителей, произошло из-за неизвестных работ на территории бывшего кинотеатра. Корреспонденты сайта DVHAB подтвердили, что рядом со зданием идёт забивка свай (при этом ни рабочих, ни паспорта объекта обнаружено не было). Также они обратились с вопросом в АО «ЦИТ» с просьбой прокомментировать, что за работы ведутся возле здания, но ответа не получили.
20 сентября 2023 года прошла встреча местных жителей с представителями городской администрации, которой местные жители остались не удовлетворены. Планировалось написать обращение губернатору Хабаровского края, чтобы добиться остановки стройки. 
27 октября 2023 года начался снос кинотеатра, а к 3 ноября 2023 года полностью завершился. 
27 мая 2025 года жилой комплекс был сдан, в честь чего также была проведена церемония сдачи второй очереди домов.